# Betrogen (Pinter)
Betrogen, im englischen Original Betrayal, ist ein Theaterstück des britischen Literaturnobelpreisträgers und Autors Harold Pinter. Die Uraufführung war am 15. November 1978 am National Theatre in  London unter der Regie von Peter Hall. Am Wiener Burgtheater feierte das Stück mit dem Regisseur Peter Wood am 17. Dezember 1978 seine deutschsprachige Erstaufführung.

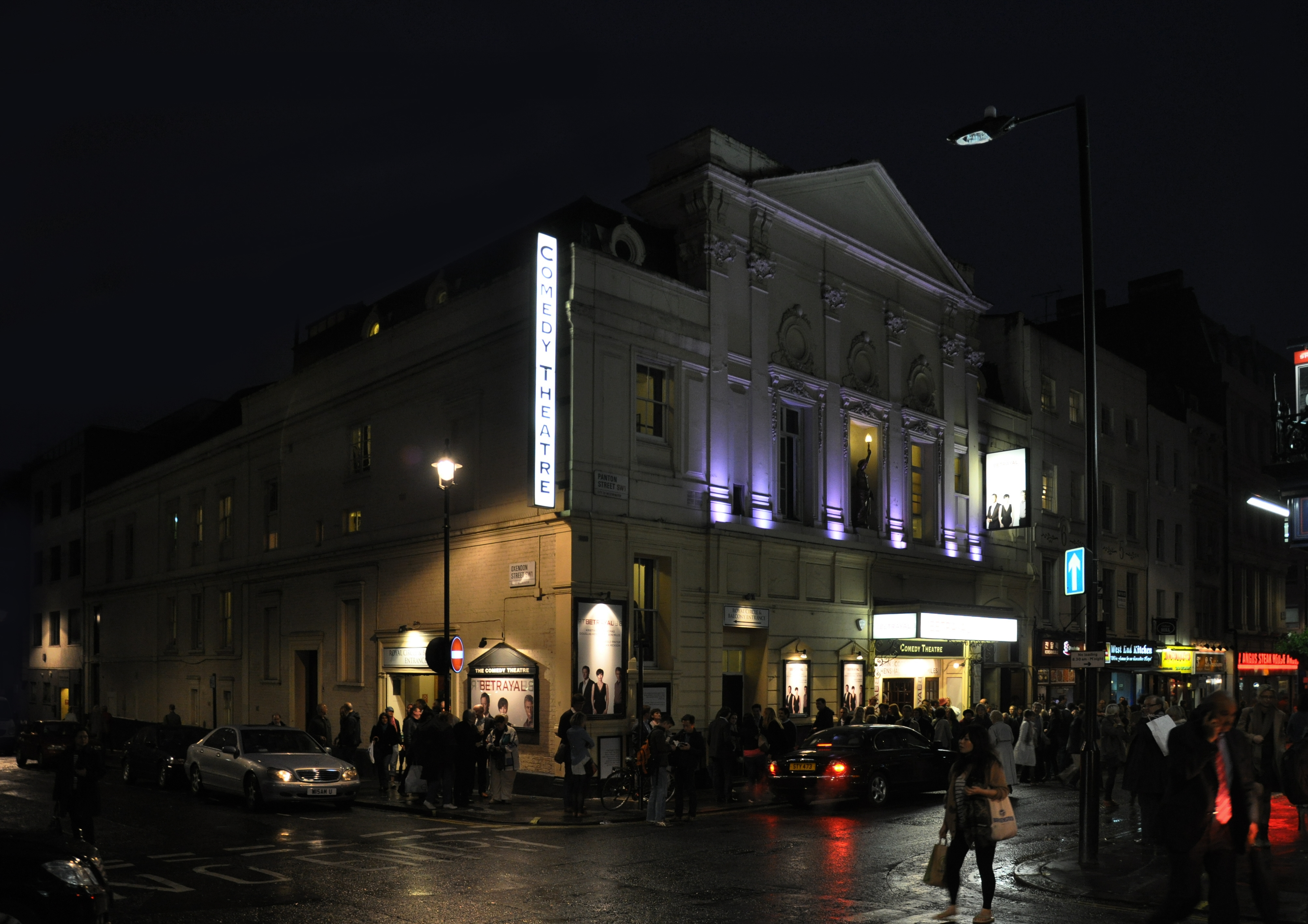
Das Comedy Theatre in London mit einer Inszenierung des Stücks im Jahr 2011

## Handlung
Orte der Handlung sind Venedig und London. Als Protagonisten treten Emma, die verheiratet ist mit Robert, deren Exliebhaber Jerry und ein Kellner in Erscheinung. Zu Beginn des Stückes ist die Frau 38 Jahre und die beiden Männer sind 40 Jahre alt. Das Stück wechselt in seinen Szenen, mal in Vor- und mal in Rückschau, zwischen den Jahren 1968 bis 1977.

### 1977
Szene 1 - ein Pub in London im Frühling
- Emma und Jerry treffen zum ersten Mal seit zwei Jahren wieder aufeinander. Sie hatten für sieben Jahre eine Affäre, die sie in einer – wie Jerry stets betonte – geheimen Wohnung, von der niemand etwas wisse, auslebten. Zum gegenwärtigen Zeitpunkt hat Emma nun ein Verhältnis mit dem Autor Casey, der wiederum von Jerry als Agent betreut wird. Caseys Verleger wiederum ist Robert, der Ehemann von Emma. Emma erzählt an diesem Abend ihrem früheren Geliebten, dass sie am Vorabend herausgefunden hat, dass ihr Gatte sie seit Jahren mit einer anderen Frau betrügt. Ihre Affäre mit Jerry von damals habe sie aber mittlerweile gestanden.

Szene 2 - Das Haus von Jerry später am selben Tag
- Jerry trifft sich mit Robert, um über die vergangene Affäre mit dessen Frau zu reden. Robert räumt ein, dass er bereits vor vier Jahren Alles erfahren hat. Ihre Freundschaft habe er seitdem dennoch, bis auf das frühere gemeinsame Squashspielen, fortgeführt.

### 1975
Szene 3: Die Wohnung im Winter 1975
- Jerry und Emma treffen sich immer seltener. Emmas Hoffnungen, dass die Wohnung, die sie für den Seitensprung nutzen, sowas wie eine andere Art von Zuhause werden könnte, bleibt unerfüllt. Sie stimmt zu, es aufzugeben und die Affäre zu beenden.

### 1974
Szene 4: Im Wohnzimmer des Hauses der Eheleute Robert und Emma
- Jerry besucht die beiden zuhause. Er enthüllt, dass der Autor Casey seine Frau verlassen hat und ganz in der Nähe lebt. Jerry und Robert nehmen sich vor zusammen Squash zu spielen, aber Jerry sagt, dass er zuerst mit Casey in New York ist.

### 1973
Szene 5: Ein Hotelzimmer in Venedig im Sommer 1973
- Robert und Emma sind im Urlaub in Venedig. Am kommenden Tag wollen sie die Insel Torcello besuchen. Emma liest gerade ein Buch von einem Autor namens Spinks, dessen Agent Jerry ist, das sich mit dem Sujet Verrat befasst. Robert erwähnt, er habe sich geweigert, es zu veröffentlichen, weil es nicht mehr viel zu diesem Thema zu sagen gibt. Er bemerkt, dass Emma einen privaten Brief von Jerry erhalten hat. Emma gibt zu, dass sie eine Affäre haben.

Szene 6: Die Wohnung im Sommer 1973
- Emma ist zurück aus Venedig. Sie hat eine Tischdecke für die Wohnung gekauft. Jerry erklärt, dass er trotz ihrer gemeinsamen Affäre weiterhin mit Robert zu Mittag isst.

Szene 7: Ein Restaurant in London im Sommer 1973
- Robert betrinkt sich beim Mittagessen mit Jerry. Er sagt, er hasse moderne Romane und er sei alleine nach Torcello gegangen, um dort Yeats zu lesen.

### 1971
Szene 8: Die Wohnung im Sommer 1971
- Emma will wissen, ob Jerrys Frau wegen der Affäre Verdacht schöpft. Außerdem gibt sie bekannt, dass sie, während sich Jerry in Amerika aufhielt, mit einem Kind von Robert schwanger geworden ist.

### 1968
Szene 9: Das Schlafzimmer von Emma und Robert, Winter 1968
- Der eigentliche Beginn der Affäre: Während einer Party gesteht Jerry Emma in ihrem Schlafzimmer seine Liebe, auch wenn ihr Ehemann Robert sein ältester Freund und Trauzeuge sei.

## Adaption
Pinter schrieb das Drehbuch für den gleichnamigen Film unter der Regie von David Jones der 1983 mit Jeremy Irons, Ben Kingsley und Patricia Hodge in den Hauptrollen in die Kinos kam. Der Titel der deutschen Synchronfassung lautete leicht abweichend vom Theaterstück "Betrug ".

## Rezeption
Das Stück ist formal wie eine Komödie mit einer typischen Dreiecksgeschichte als Gegenstand aufgebaut. Genreuntypisch ist die unchronologische Abfolge der Szenen, was Betrogen wiederum vom Boulevardtheater abhebt. Als weiteres Stilmittel lässt Pinter in seinem Text Orte sowie Jahreszeiten der Handlung mit den Stimmungs- und Gefühlslagen der Personen in Beziehung treten. Durch die zeitlichen Sprünge im Erzählvorgang werden die Akteure immer weniger in eine Dreiecksgeschichte einordbar. Die einfachen Dialoge werfen einen doppeldeutigen Blick auf das Beziehungsleben in der europäischen Mittelschicht der frühen 1970er. Durch geschickt gesetzte Pausen in den Dialogen versuchte der Autor den Wohlstandsbürger zu demontieren.

### Autobiographischer Hintergrund
Pinter brachte in das Stück eigene Erfahrungen und Erlebnisse ein. Seine 1956 mit der Schauspielerin Vivien Merchant geschlossene Ehe beendete er kurz vor der Veröffentlichung des Stücks. Das Paar hatte sich durch eine Affäre Pinters mit der Autorin Antonia Fraser über die Jahre hinweg auseinandergelebt. Wie viel von Pinters Biographie in das Stück Eingang fand, lässt sich jedoch nicht endgültig sagen.